# Hermidio Barrantes
Hermidio Barrantes (Puntarenas, 2 september 1964) is een voormalig voetballer uit Costa Rica, die speelde als doelman. Hij beëindigde zijn loopbaan in 2002 bij AD Limonense. Met zowel Puntarenas FC (1987) als CS Herediano (1993) won hij een keer de Costa Ricaanse landstitel.

## Interlandcarrière
Barrantes kwam in totaal 37 keer uit voor de nationale ploeg van Costa Rica in de periode 1989–2000. Onder leiding van bondscoach Marvin Rodríguez maakte hij zijn debuut op 7 februari 1989 in de vriendschappelijke thuiswedstrijd tegen Polen (2-4). Barrantes nam met de nationale ploeg deel aan het WK voetbal 1990 in Italië, waar hij tweede keuze was achter Luis Gabelo Conejo. Die speelde in alle drie de groepswedstrijden, maar raakte geblesseerd in de aanloop naar de achtste finale tegen Tsjecho-Slowakije, waardoor bondscoach Bora Milutinović een beroep moest doen op Barrantes. Costa Rica bleek kansloos tegen de Tsjechen, die met 4-1 zegevierden, onder meer door drie treffers van aanvaller Tomáš Skuhravý.